# جاسوسی (فیلم)
جاسوسی (انگلیسی: Espionage) فیلمی به کارگردانی کورت نویمان است که در سال ۱۹۳۷ منتشر شد.